# Ermoclia
Ermoclia è un comune della Moldavia situato nel distretto di Ștefan Vodă di 4.240 abitanti al censimento del 2004.

## Storia
Il comune è stato fondato, contemporaneamente ad altri sette villaggi lungo la riva del Dniestr, nel 1410 da Alexandru cel Bun per difendere il territorio dai tatari di Crimea, spostando la popolazione dal nord del paese. Il territorio, come risulta dagli scavi archeologici effettuati a partire dagli anni settanta rivelano come fosse già abitato al tempo dei greci, che avevano fondato nei pressi la colonia di Tiras. Nel periodo romano venne costruita una fortezza.
Venne conquistata dai turchi nel 1484 che cambiarono il nome in Janyk Hisar e un secolo più tardi la popolazione risulta essere di 52 famiglie più 6 scapoli.
Nel censimento del 1827 il numero degli abitanti era 256 dei quali 170 di etnia rumena, cresciuto 50 anni dopo a 482.

## Società

### Evoluzione demografica
In base ai dati del censimento, la popolazione è così divisa dal punto di vista etnico:
| Etnia       | Abitanti | %    |
| ----------- | -------- | ---- |
| Moldavi     | 4.117    | 97,1 |
| Ucraini     | 16       | 0,38 |
| Russi       | 19       | 0,45 |
| Gagauzi     | 1        | 0,02 |
| Bulgari     | 3        | 0,07 |
| Rumeni      | 82       | 1,93 |
| Altre etnie | 2        | 0,05 |